# Prix Steacie
Le Prix Steacie est accordé en mémoire de E.W.R. Steacie, physio-chimiste, ancien président du Conseil national de recherches, qui a contribué pour une large part au développement des sciences au Canada. Le Prix est accordé à des jeunes scientifiques ou ingénieurs au Canada et est administré par la Fondation E.W.R. Steacie.

## Lauréats
- 1964 - J. Van Kranendonk
- 1965 - J.C. Polanyi
- 1965 - N. Bartlett
- 1966 - G.H. Dixon
- 1967 - M. Bloom
- 1968 - H.J. Greenwood
- 1969 - F.S. La Bella
- 1970 - P.M. Maitlis
- 1971 - G. Grätzer
- 1972 - T. Oka
- 1973 - Phil Gold
- 1974 - Pierre Deslongchamps
- 1975 - J.P. Carbotte (en)
- 1976 - R. Luus
- 1977 - P.C. Greiner
- 1978 - W.N. Hardy
- 1978 - D.W. Boyd
- 1979 - G. Rostoker
- 1980 - G. Michaud
- 1981 - G.W.F. Drake
- 1982 - B.D. Sykes
- 1983 - William Unruh
- 1984 - T.J. Beveridge
- 1985 - J.C. Scaiano (en)
- 1985 - T.W. Mak
- 1986 - N. Isgur
- 1987 - Gilles Fontaine
- 1988 - S.D. Tremaine
- 1988 - I. Affleck
- 1989 - J.R. Bond
- 1990 - M.P. Walsh
- 1991 - N.J. Dovichi
- 1992 - J.P. Smol (en)
- 1993 - V.J. Tunnicliffe
- 1994 - G. Brassard
- 1995 - J.M. Xu
- 1996 - S. John
- 1997 - T. Snutch
- 1998 - B.B. Finlay (en)
- 1999 - L.E. Kay
- 2000 - I. Manners
- 2001 - J. Mitrovica
- 2002 - N.C.J. Strynadka (en)
- 2003 - S. Scherer
- 2004 - Doug Crawford
- 2005 - Troy Day
- 2006 - Victoria Kaspi
- 2007 - Sarah Otto (en)
- 2008 - Dennis Hall
- 2009 - Ray Jayawardhana (en)
- 2010 - Aaron Hertzmann
- 2011 - Shana O. Kelley (en)
- 2012 - Ted Sargent
- 2013 - Paul Ayers
- 2014 - Mark MacLachlan
- 2015 - Aneil Agrawal
- 2016 - Stephen Wright
- 2017 - Milica Radisic
- 2018 - Tomislav Friščić